# Despedida de soltero (película)
Despedida de soltero es una película estadounidense perteneciente al género de la comedia, la película fue estrenada el 29 de junio de 1984. El filme fue dirigido por Neal Israel.

## Argumento
La boda de Rick se aproxima y sus amigos se disponen a organizarle una despedida de soltero. La película fue filmada a mediados del año 1984, tiempos de una sociedad joven que comenzó a mostrarse como flecha del vanguardismo de la diversión de los ochenta. Muestra con el ánimo de un director inspirado en largometrajes como Una fiesta inolvidable, como realmente viven los jóvenes los momentos decisivos en la vida: alcohol, drogas y sexo.